# 都筑郡
都筑郡（日语：／ Tsuzuki gun */?）是日本神奈川縣辖下的一个郡，已於1939年4月1日因無管轄町村而廢除郡建置。

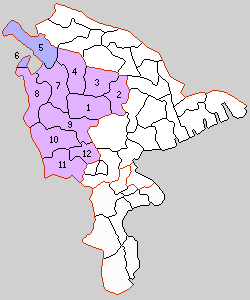
1.都田村 2.新田村 3.中川村 4.山內村 5.柿生村 6.岡上村 7.中里村 8.田奈村 9.新治村 10.都岡村 11.二俁川村 12.西谷村（藍：川崎市 紫：橫濱市）

## 相關項目
- 日本已不存在的郡列表